# Rasquerdermaar

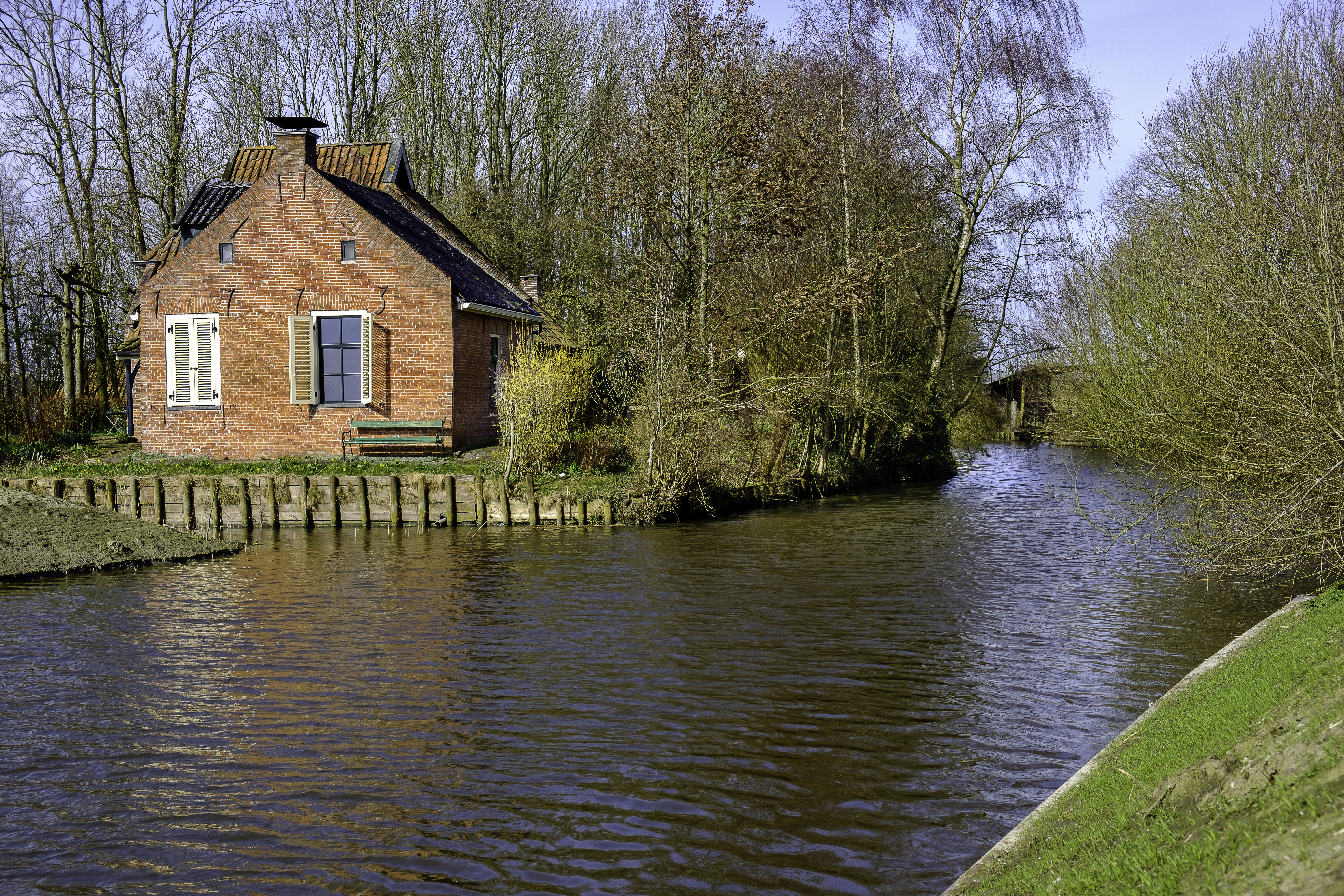
Voormalige molenaarswoning (uit 1773) van de gesloopte molen De Ruimte met op de achtergrond de Nieuwe Til

Het Rasquerdermaar is een ruim 3 kilometer lange maar (deels gekanaliseerde voormalig wadpriel) in de Nederlandse provincie Groningen tussen het Kanaal Baflo-Mensingeweer en het Warffumermaar. Het maar start bij de vaste brug tussen Rasquert en Baflo (tot 1988 een draaibrug). Iets oostelijker stroomt bij de Zwijntil het Andelstermaar in. Halverwege stroomt aan noordzijde de Oude Weer in. Voorbij dit punt ligt over het maar de Nieuwe Til (een hoogholtje), waarbij vroeger de poldermolen De Ruimte stond van het waterschap De Vereeniging. Langs het hele maar loopt een rond 1700 aangelegd jaagpad.
In 2017 is een natuurvriendelijke oever aangelegd langs het oostelijke deel van het Maar. Het jaagpad werd daarbij verbreed tot een fietspad.

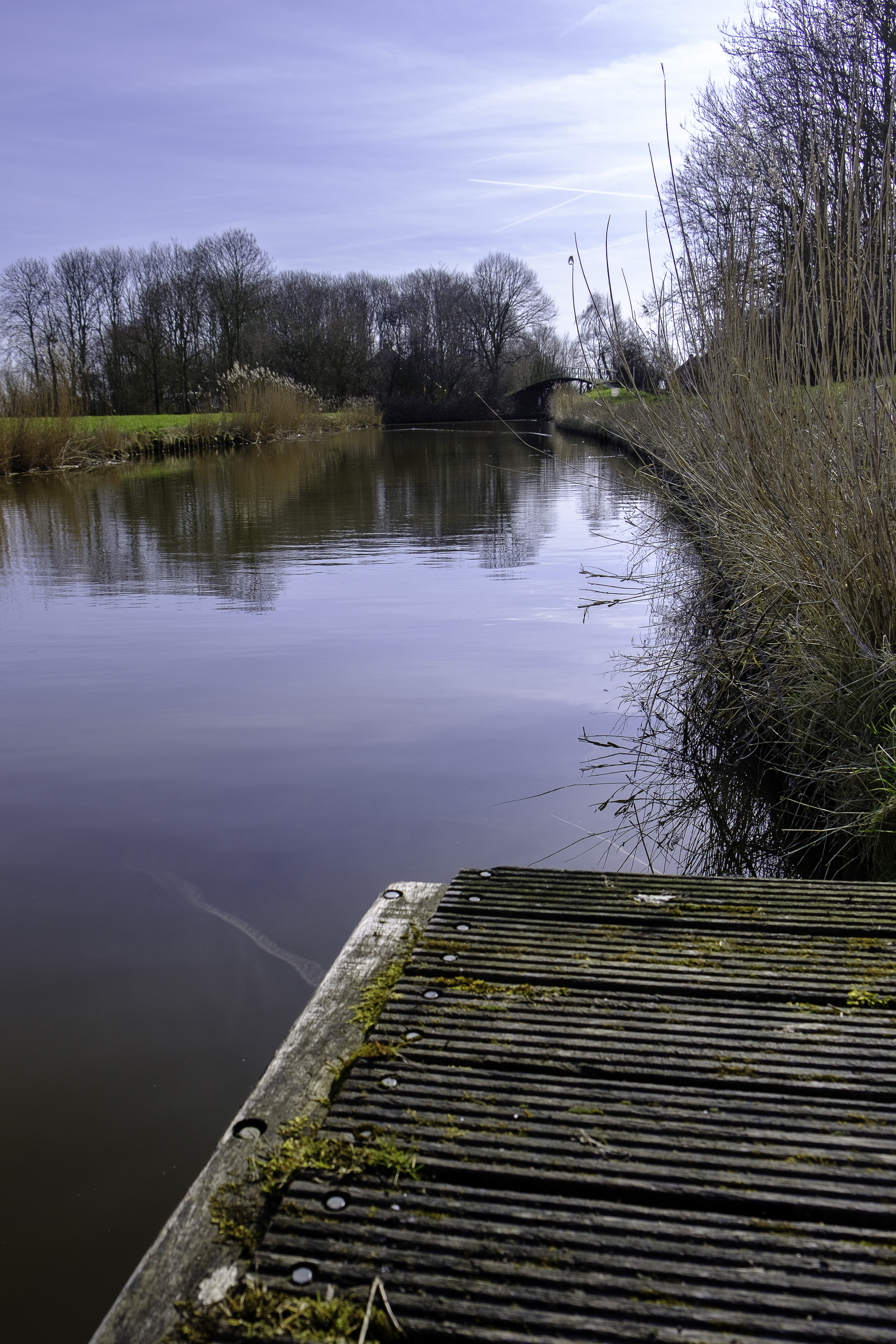
De Rasquerdermaar vlak voor de instroom van de Oude Weer met de Nieuwe Til op de achtergrond
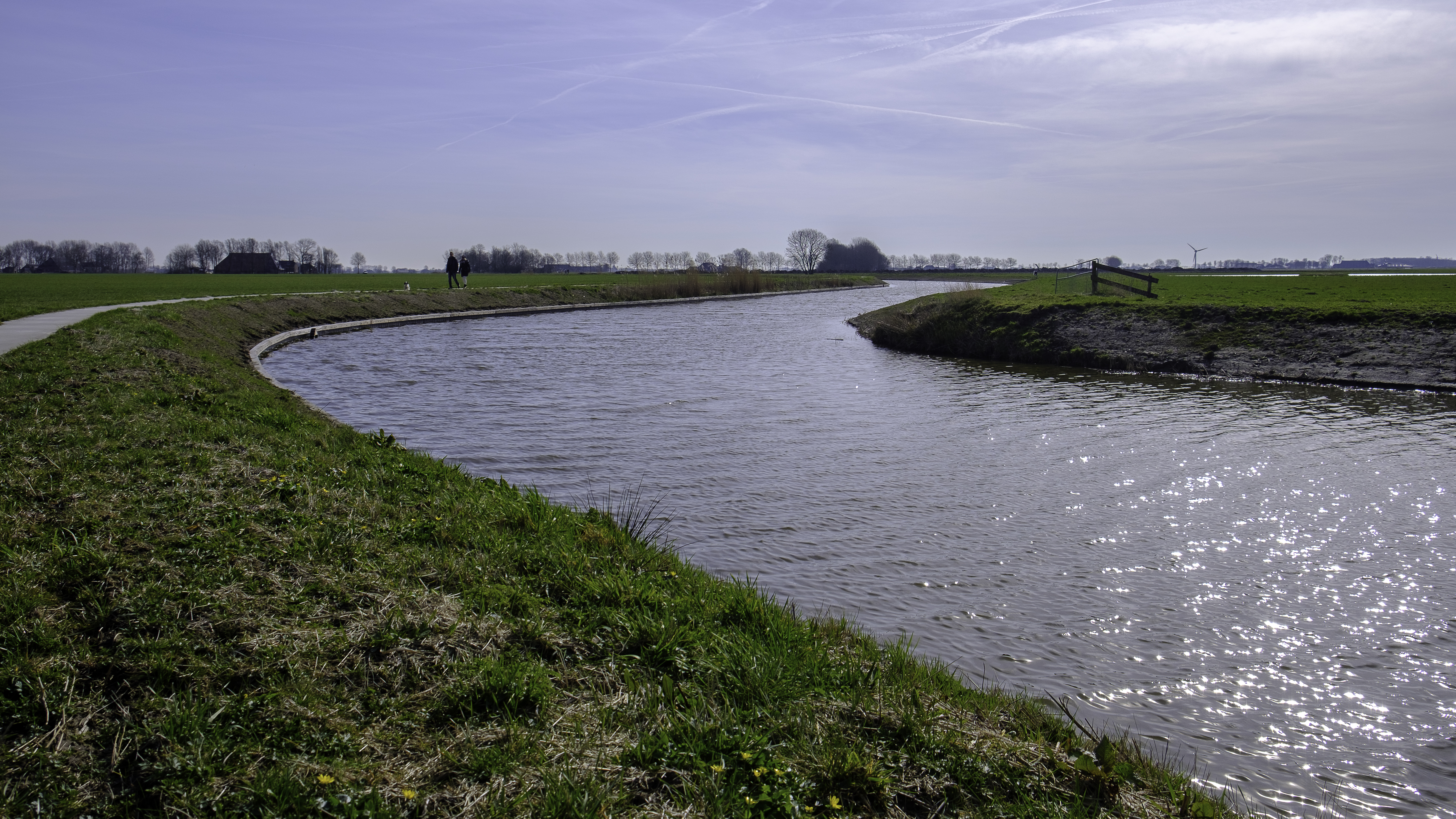
De maar ten oosten van de Nieuwe Til
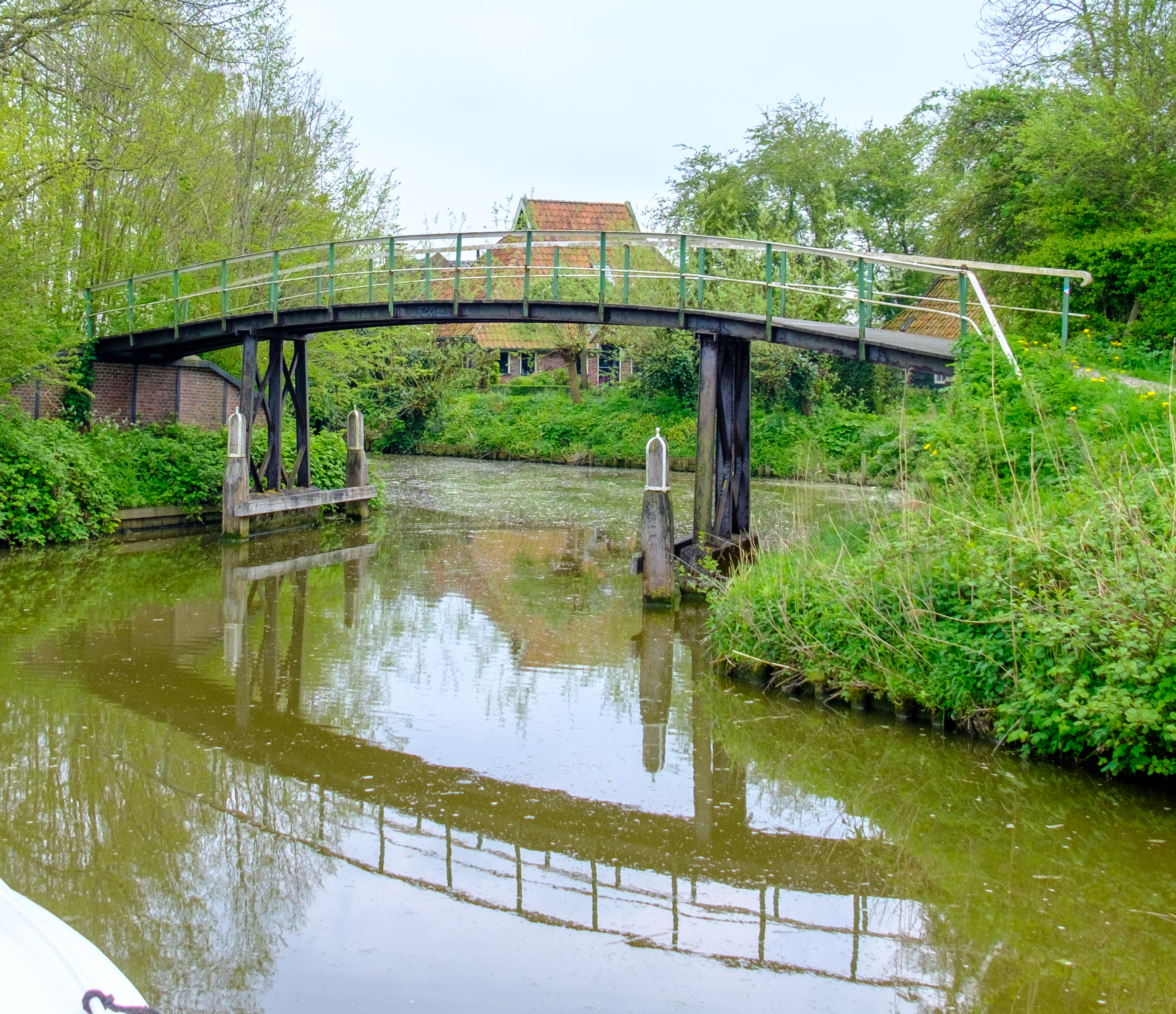
De Rasquerder Nieuwe Til gezien vanuit het westen met links de instroom van de Oude Weer
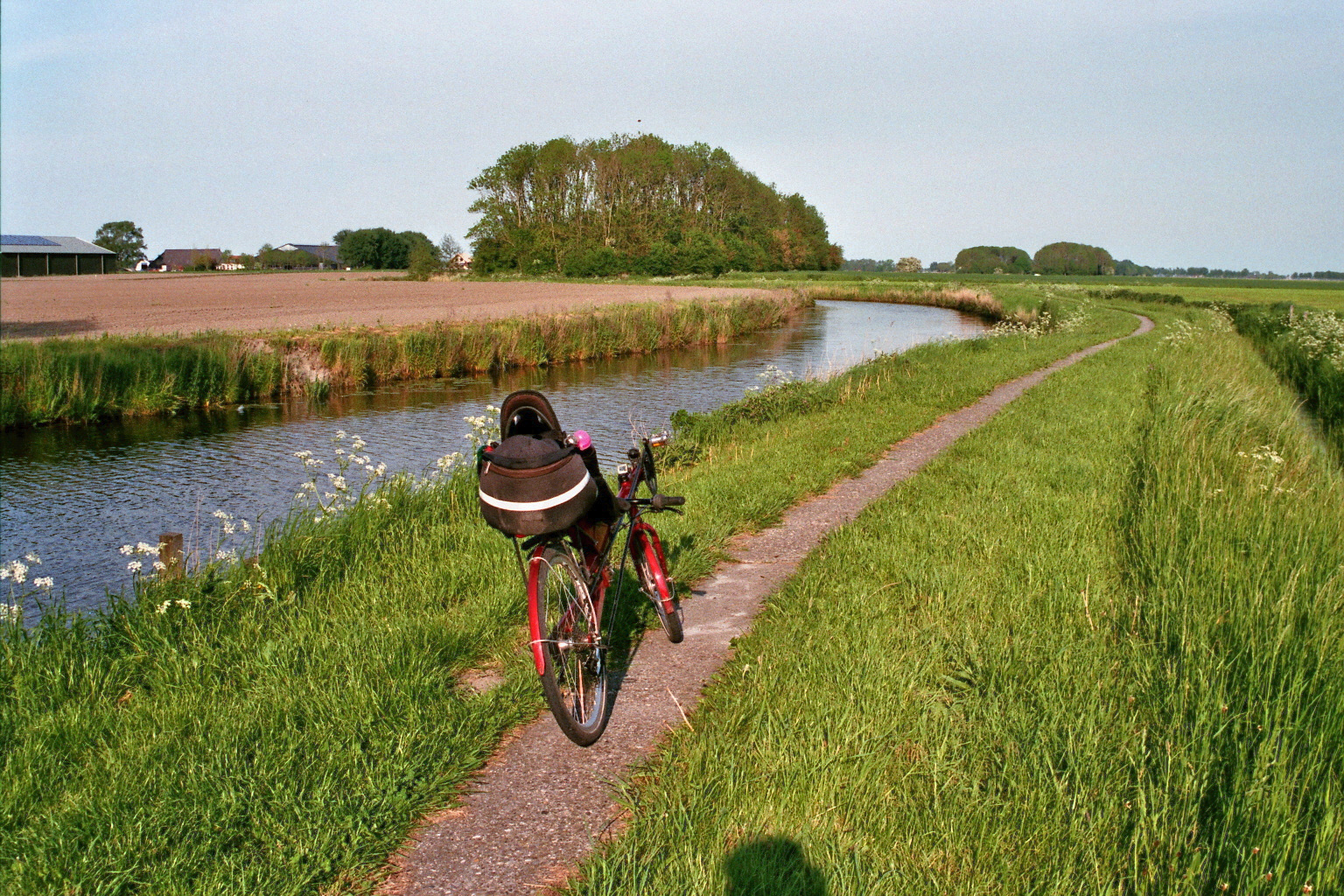
Smal fietspad langs het Rasquerter Maar bij Tinallinge